# Johann Christian von Brandeis
Johann Christian von Brandeis (* 1687 in Hannover; † 1759 in Liegnitz, Schlesien) war ein preußischer Generalleutnant und Chef des Füsilier-Regiments Nr. 38. Er entstammt einer bürgerlichen Familie aus Hannover und wurde erst in den Adelsstand erhoben.

## Leben
Im Jahr 1702 kam er zum Regiment Nr. 17 (Grumbkow). Dort wurde er am 16. Juli 1717 zum Seconde-Lieutenant ernannt. Er stieg weiter auf und wurde im September 1743 als Major im Infanterie-Regiment Nr. 17 (de la Motte) sogar Oberst. Im zweiten schlesischen Krieg erhielt er ein Grenadierbataillon, welches aus jeweils zwei Grenadierkompanien der Regimenter Nr. 28 (Hautechamony) und Nr. 38 (Jung-Dohna) bestand. Mit ihnen deckte er den preußischen Rückzug aus Prag. Am 1. Dezember 1745 besetzte er den kleinen Ort Gruben, nahm einige Ulanen gefangen und eroberte die Magazine. Im September 1747 erhielt er bei einer Inspektion durch den König den Pour le Mérite und im November 1748 wurde er zum Generalmajor ernannt. Daraufhin erhielt er im August 1749 das Regiment Nr. 38 (Dohna). Im Mai 1757 erhielt er die Ernennung zum Generalleutnant. Im Dezember des Jahres 1758 bekam er auf eigenen Antrag seinen Abschied. Er starb 1759 in Liegnitz.
Während des Spanischen Erbfolgekriegs kämpfte er in den Schlachten von Ramillies, Oudenarde, Wijnendale, Hunskott und beim Sturm auf Bouchain, desgleichen bei den Belagerungen von Menin, Mons, Saint-Venant und während des Pommernfeldzuges bei der Belagerung von Stralsund dabei.